# Myrsine macrocarpa
Myrsine macrocarpa är en viveväxtart som beskrevs av J.J. Pipoly. Myrsine macrocarpa ingår i släktet Myrsine och familjen viveväxter. Inga underarter finns listade i Catalogue of Life.